# American Society of Mammalogists
Die American Society of Mammalogists (ASM) ist eine Fachgesellschaft, die am 3. April 1919 in Washington, D.C. gegründet wurde. Der heutige Sitz ist Topeka, Kansas. Ihr Ziel ist es, die Forschungsarbeit über Säugetiere zu fördern.
Die American Society of Mammalogists hat 4.500 Mitglieder, davon besteht der überwiegende Teil aus professionellen Wissenschaftlern. Der Präsident, der Vizepräsident, der Sekretär, der Schatzmeister sowie die Herausgeber der Publikationen werden alle zwei Jahre von den Mitgliedern gewählt.
Jedes Jahr organisiert die ASM mehrere Konferenzen und gibt diverse Publikationen heraus, darunter Journal of Mammalogy, Special Publications, Mammalian Species und Society Pamphlets. Ferner verwaltet die ASM eine Fotobibliothek, die mehr als 3.200 Fotos von Säugetieren enthält. 2017 wurde die Mammal Diversity Database mit über 6500 Arteinträgen online gestellt.
Die ASM setzt sich aus 31 Ausschüssen und Kommissionen zusammen, darunter sind eine Tierversuchs-Kommission (Animal Care and Use Committee), eine Preisvergabekommission für Naturschutz (Conservation Awards Committee), ein Naturschutzausschuss, ein Ausschuss für Meeressäugetiere, ein Ausschuss für Internationale Beziehungen (International Relations Committee) sowie ein Redaktionsausschuss (Publications Committee).
Die ASM bietet zahlreiche Stipendien und Auszeichnungen für die Erforschung von Säugetieren an. Diese Preise können sowohl an Wissenschaftler als auch an Studenten gehen.

## Präsidenten der American Society of Mammalogists
- 1919–1921: C. Hart Merriam
- 1921–1924: Edward W. Nelson
- 1924–1926: Wilfred H. Osgood
- 1926–1927: William D. Matthew
- 1927–1929: Glover Morrill Allen
- 1929–1931: Witmer Stone
- 1931–1933: Marcus W. Lyon, Jr.
- 1933–1935: Vernon Orlando Bailey
- 1935–1937: Harold Elmer Anthony
- 1937–1938: Joseph Grinnell
- 1938–1940: Hartley H. T. Jackson
- 1940–1942: Walter P. Taylor
- 1942–1944: A. Brazier Howell
- 1944–1946: E. Raymond Hall
- 1946–1947: Edward Alphonso Goldman
- 1947–1949: Remington Kellogg
- 1949–1951: Tracy I. Storer
- 1951–1953: William J. Hamilton, Jr.
- 1953–1955: William H. Burt
- 1955–1958: William B. Davis
- 1958–1960: Robert T. Orr
- 1960–1962: Stephen D. Durrant
- 1962–1964: Emmet T. Hooper
- 1964–1966: Donald F. Hoffmeister
- 1966–1968: Randolph L. Peterson
- 1968–1970: Richard G. Van Gelder
- 1970–1972: James N. Layne
- 1972–1974: J. Knox Jones, Jr.
- 1974–1976: Sydney Anderson
- 1976–1978: William Z. Lidicker, Jr.
- 1978–1980: Robert S. Hoffmann
- 1980–1982: James S. Findley
- 1982–1984: J. Mary Taylor
- 1984–1986: Hugh H. Genoways
- 1986–1988: Don E. Wilson
- 1988–1990: Elmer C. Birney
- 1990–1992: James H. Brown
- 1992–1994: James L. Patton
- 1994–1996: Robert J. Baker
- 1996–1998: Alicia V. Linzey
- 1998–2000: O. James Reichman
- 2000–2002: Thomas H. Kunz
- 2002–2004: Bruce D. Patterson
- 2004–2006: Guy N. Cameron
- 2006–2008: Robert M. Timm
- 2008–2010: Suzanne B. McLaren
- 2010–2012: Michael A. Mares
- 2012–2014: Edward J. Heske
- 2014–2016: Eileen A. Lacey
- 2016–2018: Robert S. Sikes
- 2018–2020: Douglas A. Kelt
- 2021–2023: Enrique P. Lessa
- 2023–2025: Felisa A. Smith